# Cyilima II Rujugira
Cyilima II Rujugira fou el Mwami (rei) del regne de Ruanda del 1675 al 1708. Cyilima II Rujugira és famós per encunyar la frase "Urwanda ruratera ntiruterwa" ("No hi ha cap país que envaeixi Ruanda, sinó que Ruanda defensa i ataca nacions)
El seu regnat es va caracteritzar per molts atacs dels regnes veïns de Ndorwa, Gisaka i Burundi. Durant el seu temps, es va produir una guerra de sacrifici coneguda com a guerra d'Abatabazi. Va ser entre Ruanda i Burundi i va involucrar personal especial d'ambdós bàndols en missions suïcides que creien que en última instància incorrerien en desgràcies entre si com a enemics.
Va acabar amb el rei Mutaga III de Burundi, que es va suïcidar a terra ruandesa en una missió d'autosacrifici contra Cyilima II Rujugira.